# Madonna (libro)
Madonna es una biografía del escritor inglés Andrew Morton, que narra la vida y obra de la artista estadounidense Madonna. Fue publicado por primera vez el 6 de noviembre de 2001 por las editoriales Michael O'Mara Books y St. Martin's Press en Reino Unido y Estados Unidos, respectivamente. Morton decidió escribir una biografía sobre Madonna en el año 2000, y St. Martin's Press anunció el lanzamiento anunció en abril del año siguiente. La presidenta y editora Sally Richardson comentó que incluiría detalles sobre las ambiciones de la artista, sus relaciones y su estilo de vida.
Morton entrevistó a setenta personas que habían conocido y trabajado con Madonna desde su juventud. Para ello debió pasar varias noches en bares y clubes de Nueva York conversando con artistas, músicos y directores que tenían una perspectiva interesante sobre ella y el mundo. Tras su publicación, obtuvo reseñas variadas de los críticos y periodistas, quienes criticaron la redacción y consideraron que el libro no presentaba nada nuevo sobre la cantante. Tampoco logró una buena recepción comercial; en Estados Unidos ingresó al decimoquinto puesto de la lista de los más vendidos de The New York Times en la categoría de no-ficción, pero solo permaneció una semana.
La misma Madonna criticó que Morton escribiera una biografía sobre su vida y le envió una carta pidiéndole que se mantuviera alejado de su familia y amigos. El autor se mantuvo impertérrito y afirmó que creó el libro por su interés en la artista, especialmente porque ha marcado una «diferencia» en la cultura popular y en la moderna. En 2004, Jim Albright, uno de los examantes y antiguo guardaespaldas de Madonna mencionado en la biografía, presentó una demanda contra el autor luego de que una de las imágenes en el libro mostrara a uno de los bailarines homosexuales de la cantante con el nombre de Albright debajo. El Tribunal de Distrito de Estados Unidos descartó la demanda y explicó que declarar que alguien es homosexual no los calumnia ni los difama.

## Resumen
El libro inicia con el nacimiento de Madonna, sus primeros años en Míchigan y su traslado a la ciudad de Nueva York a finales de los años 1970, donde se detalla su participación en la danza contemporánea, la formación de dos bandas musicales y la composición y publicación de su primer álbum de estudio, Madonna. También se analiza su ascenso al estrellato como ícono del pop, su primera gira, sus videoclips, álbumes y películas, como así también su matrimonio y posterior divorcio con el actor Sean Penn. A continuación, Morton detalla la etapa de controversias de la cantante a inicios de la década de 1990, con el lanzamiento de producciones eróticas como el libro Sex, el disco Erotica y el filme Body of Evidence, hasta llegar a su etapa de madurez personal y profesional, donde describe el nacimiento de su hija Lourdes Leon en 1996, su interpretación en la película musical Evita ese mismo año, los lanzamientos de Ray of Light (1998) y Music (2000) y la gira Drowned World Tour (2001). Finaliza con el nacimiento de su segundo hijo Rocco y el matrimonio con el director de cine británico Guy Ritchie. Madonna también incluye descripciones detalladas de sus relaciones con personas como John F. Kennedy Jr. y Michael Jackson.

## Antecedentes y desarrollo
El periodista y biógrafo de celebridades Andrew Morton trabajó en la década de 1980 como corresponsal real para varios periódicos, como el Daily Mail, News of the World y Daily Star. Posteriormente se dedicó a escribir libros y publicó las biografías de Diana de Gales y la actriz Monica Lewinsky. En octubre de 2000, había anunciado que tenía en mente a la artista estadounidense Madonna como su próximo proyecto, tras responderle a un lector de The Independent en la sección «You Ask the Questions» («Tú haces las preguntas»). Cuando se le consultó sobre a quién le gustaría escribir una biografía, dijo: «Siempre he admirado a Madonna como un personaje intrigante y carismático que ha podido mantenerse en la cima por veinte años». En abril de 2001, el publicista británico de Morton, Michael O'Mara, hizo un anuncio oficial de que este había tenido acceso al «círculo más cercano de la artista, nunca antes entrevistado». Agregó que la razón por la que se la eligió fue porque era «una de las mujeres más enigmáticas y fascinantes [y] un ícono femenino indiscutible de nuestro tiempo».
St. Martin's Press adquirió los derechos de publicación de la biografía para Estados Unidos. La presidenta y editora Sally Richardson comentó que incluiría detalles sobre las ambiciones de Madonna, sus relaciones y su estilo de vida y añadió: «Andrew ama a las mujeres complicadas y tiene un talento para meterse en sus psiquis y decirle al mundo qué las motiva». Programado para ser publicado en noviembre de 2001, la editorial ordenó alrededor de 500 000 copias para la primera edición, y Morton recibió una cantidad no revelada de seis cifras tras haber firmado el acuerdo. Madonna siempre intentó proteger su privacidad, y los primeros informes sugirieron que se mostró furiosa de que Morton decidiera escribir el libro, por lo que ordenó a sus amigos y familiares que no le concedieran ninguna entrevista; declaró: «No quiero que nadie hable con ese pequeño gusano llorón. ¿Cómo se atreve a invadir mi privacidad?».
Morton, que estuvo «sorprendido» por todas las personas que estuvieron dispuestas a hablar sobre la cantante, explicó que la biografía «aspira a revelar detalles de la mujer insegura y necesitada que hay detrás de la diva del pop que todos conocen», y describió a la cantante como «un sabueso cultural, siempre en la esencia de lo fresco, lo interesante y lo creíble». Con la BBC, detalló su «trabajo de detective» al investigar los primeros años de la cantante en Nueva York, donde logró fama y fortuna. Comentó que no solo ella era un personaje «interesante», sino también todos los amigos y aquellos que la habían conocido. Pasó varias tardes en bares y clubes de la ciudad conversando con artistas, músicos y directores que tenían una perspectiva interesante sobre Madonna y el mundo. Entrevistó cerca de setenta personas que la habían conocido o trabajaron con ella desde su juventud, entre ellas Dan Gilroy de la banda Breakfast Club, quien la introdujo al mundo de la música; cuando se publicó el libro, el músico le envió un correo electrónico en el que le decía que la biografía «realmente había capturado el espíritu de Madonna». Con toda la búsqueda realizada, el escritor ya tenía «una imagen muy fresca» para la biografía. Sobre la artista, comentó que era una «red de contradicciones», en el sentido de que «es alguien que parece absolutamente segura, pero es muy insegura. Alguien que está desesperada por el control, pero que por momentos ha estado fuera de control. Alguien que parece no tener emociones pero que puede ser bastante vulnerable».

## Publicación y recepción
Bajo la distribución de Michael O'Mara Books y St. Martin's Press, Madonna salió a la venta el 6 de noviembre de 2001 en formato tapa dura y con 256 páginas, y el 19 de mayo de 2002 esta última editorial lanzó la edición en tapa blanda con 352 páginas. Estuvo disponible en otros idiomas como así también en versión digital y en CD audio a través de Brilliance Audio. Para los países de habla española la editorial fue Edicomunicación, quien también realizó la traducción, y la primera edición se publicó en abril de 2004. Diecinueve días después de su primera publicación, ingresó en el decimoquinto puesto de la lista de los más vendidos de The New York Times en la categoría de no-ficción, aunque solo permaneció una semana.

### Recepción crítica
En términos generales, el libro obtuvo reseñas variadas de los críticos y periodistas. Richard Lautens del Toronto Star dijo que era un «recuento exhaustivo, aunque poco profesional, del trabajo bien documentado de su homónimo, desde sus comienzos humildes en el Medio Oeste pasando por [la etapa] de gatita sexual con voz chillona, [...] a madre y figura respetada [y] camaleónica, un sabueso cultural siempre en la esencia de lo fresco, lo genial y creíble». Helen Bushby de la BBC indicó que era «definitivamente detallado» y que mantendría contentos a los fanáticos de la intérprete, pero aseguró que «quizá sea más un libro de consulta que uno fascinante. Pero Morton es un buen hombre de negocios y es astuto en su elección de temas». George Rush, del New York Daily News, comentó que a pesar de los mejores esfuerzos del autor para persuadir a sus amigos de cooperar con él, el libro retrata a Madonna «como una manipuladora insegura, tan hambrienta de afecto que espantó a algunos novios, engañó a la mayoría de ellos e hizo muchas elecciones ingenuas». De la misma publicación, Sherryl Connelly señaló que era muy similar a otras biografías de la cantante, especialmente An Intimate Biography de J. Randy Taraborrelli, que había salido a la venta un par de meses antes, pero aseguró que «al menos es la historia familiarizada por Madonna, una mujer que siempre ha dado por sentado el interés del mundo en su vida».
En reseñas menos favorables, Michael Sneed del Chicago Sun-Times sintió que los trabajos anteriores de Morton habían sido mejores, y Rick Thames de The Charlotte Observer criticó la cubierta «hortera» de color rosa fuerte y verde ácido, con una foto «poco halagadora de la atractiva diva [que] grita a basura sensacionalista». Barry Didcock del Sunday Herald opinó que el autor había fallado en «encontrar el rostro de Madonna» y reprobó que haya pasado por alto la relación que mantuvo con el fallecido artista Jean-Michel Basquiat, «un error porque, inusualmente para [ella], esta era una relación entre iguales». Gregg Barrios del Daily Star escribió que «el defecto fatal de estas imitaciones hechas a lo loco es que no tienen un final verdadero ni cualquier forma de predecir lo que el destino tiene reservado para Madonna. [...] Una vez que aparece [su] siguiente gira, CD, matrimonio o película, su vida útil se acorta». Howard Cohen del Knight Ridder Newspapers lo llamó «decepcionante, [pues] no nos dice nada importante que no supiéramos». Criticó que se analizara más los aspectos personales de la cantante, como sus relaciones amorosas o sus «supuestos abortos», en lugar de su música, que es «lo más importante a estudiar si uno está buscando un conocimiento de la icónica cantante pop». Concluyó que el autor ofreció información que ya era familiar para todos, y «no nos dice quién es Madonna. Y eso es lo principal que queremos saber».
Barbara Ellen de The Guardian lo describió como un «desfile literario increíblemente soso de recortes amarillentos del National Enquirer» y «un tomo menos entretenido que una entrevista de Vanity Fair». Tampoco quedó conforme con la redacción y agregó que el escritor logra lo «improbable», es decir que «toma una mujer interesante y una vida asombrosa y logra hacer que ambas cosas parezcan increíblemente aburridas. Una vez que te acostumbras a [su] ritmo [...] se vuelve bastante divertido unirse a él en el viaje, un poco como ver a alguien arrastrando un cadáver e intentando encontrar un lugar para esconderlo». Al igual que Cohen, Ellen reprobó el poco análisis a la música y sostuvo que se podría haber hablado más de aquella Madonna «real y dolorosa» y menos del «famoso monstruo que se pavonea», consecuencia de que Morton «claramente no siente nada especial por su leyenda o su vida». Por último, la revista Shangai Star, en una reseña sobre tres de las biografías de la intérprete —la de Morton, An Intimate Biography de Taraborrelli y Goddess de Barbara Victor— concluyó que «hasta el día en que la diva del pop [...] decida presentar su propia versión de los hechos, todas las llamadas biografías íntimas parecen destinadas a seguir siendo un ejercicio para buscar desesperadamente a Madonna».

### Respuesta de Madonna

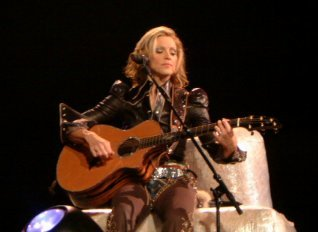
Madonna durante la realización del Drowned World Tour de 2001, mismo año que se publicó la biografía. En varias ocasiones la cantante mostró su descontento por el lanzamiento del libro

Madonna se mostró furiosa por el lanzamiento, e incluso sostuvo que no era un libro bien escrito y el único objetivo había sido «obtener ganancias financieras, y la verdad tuvo poco que ver con eso». En otra entrevista con Jo Whiley para BBC Radio 1, añadió que «realmente revisó mi Rolodex, esa parte fue realmente molesta, y terminé escribiéndole una carta que decía: "No me interesa que escribas este libro, no quiero tener nada que ver con eso, y por favor deja a mis amigos en paz"». Incluso le envió un libro de filosofía budista, titulado The Power of Kabbalah, para intentar disuadirlo de que continuara con el proyecto con una nota que decía: «Esto te ayudará y te hará una mejor persona». Madonna explicó: «Básicamente es un curso intensivo para principiantes sobre cómo los actos que uno comete, de alguna u otra manera, pueden volverse contra uno, pero o no lo leyó o no le importó».
Durante la realización del Drowned World Tour de 2001, se le preguntó si en verdad le había enviado ese libro para el bienestar del autor, a lo que respondió de manera sarcástica: «Pues sí, siempre envío biblias y libros de filosofía a mis biógrafos. Pregúntale a mi esposo [Guy Ritchie], él te dirá que mi mayor preocupación no es esta maldita gira, ni él, ni siquiera nuestros hijos, sino la iluminación espiritual de Andrew Morton. Por supuesto». Por su parte, Liz Rosenberg, portavoz de Madonna, afirmó que «nada de lo que hay allí es verdad. Nunca vi a un novio caminar por un pasillo con una sonrisa más grande que Guy Ritchie». Añadió que las afirmaciones del periodista eran una reconstrucción de «viejos chismes gastados» y la llamó «una linda obra de ficción». El autor se mantuvo impertérrito y afirmó que creó el libro por su interés en la artista, especialmente porque ha marcado una «diferencia» en la cultura popular y en la moderna. Detalló:
Estoy muy orgulloso del libro y muy decepcionado por la reacción de Madonna. Creo que el problema es que ella quiere tener control de todo, ese es uno de los temas del libro, y en segundo lugar parece estar casi repudiando su pasado en este momento. Se está reinventando como una aristócrata inglesa de clase alta, la exvegetariana que ahora sale a cazar, pescar y practicar tiro. Mi puerta siempre está abierta. Madonna es bienvenida a mi casa para una taza de té. Dijo que no estaba interesada en hacer ningún tipo de biografía ni nada por el estilo, lo cual es una declaración un poco severa. [...] No importa si soy yo, Norman Mailer o quienquiera que sea. Me decepcionó porque sentí que solo hemos visto la caricatura, la versión animada de Madonna, y en verdad quería mostrar que es una artista importante y es mucho más que todo lo que se ha escrito sobre ella en el pasado. Creo que, para ella, es una oportunidad perdida.

## Demanda
En 2004, Madonna enfrentó una demanda por una imagen en el libro. La compañía Amarak Productions, Inc. había contratado a Jim Albright, quien había estado involucrado en el negocio de la seguridad personal y profesional durante diez años, como guardaespaldas profesional y, desde enero a julio de 1992, fue el guardaespaldas de Madonna, tiempo en el que mantuvieron una relación sentimental que duró hasta 1994. En diciembre de 2000, firmó un contrato con O'Mara Books y vendió información sobre la cantante para la biografía de Morton, que se detalla en el capítulo once. De las cuarenta y ocho imágenes incluidas en el libro, una de ellas identificaba al sujeto como Albright. Este señaló que la imagen era una difamación puesto que la persona real era José Gutiérrez, un bailarín de Madonna a quien se lo describió como un «homosexual declarado [que] a menudo se vestía de mujer» y se involucraba en lo que los demandantes consideraron como «conductas homosexuales, sexualmente gráficas, indecentes, lujuriosas y posiblemente ilegales». Dicha fotografía con el pie de imagen erróneo había aparecido en un artículo de la revista People en noviembre de 2001 y en el periódico News of the World en marzo de 2002. Albright presentó la demanda contra el autor y la editorial por «difamación, invasión de la privacidad, negligencia e imposición negligente e intencional de trastorno emocional». Además, pidió a la corte que se reconociera el agravio de la «falsa imagen», que se reconoce en otros estados pero no en el de Massachusetts, lugar donde realizó la demanda.
El caso, titulado Amarak Productions, Inc.; James Albright v. Andrew Morton; Michael O'Mara; Michael O'Mara Books Limited et al, se resolvió en mayo de 2004. La jueza de distrito de Estados Unidos Nancy Gertner descartó la demanda y explicó que declarar que alguien es homosexual no los calumnia ni los difama, particularmente a la luz de las nuevas decisiones judiciales que otorgan más derechos LGBT. Gertner primero rechazó la idea de que el error en el título constituía una «declaración» de que Albright era gay, por lo que la publicación no podría interpretarse como difamatoria. Se estableció que para que un mensaje sea considerado difamatorio debe «interpretarse razonablemente» para que el «lector razonable» concluya que en realidad transmite un significado difamatorio. En este sentido, el contenido es importante para evaluar tal información. Gertner agregó: «En 2004, una declaración que implica que un individuo es homosexual apenas tiene un significado difamatorio. [...] Los prejuicios privados pueden estar fuera del alcance de la ley, pero la ley no puede, directa o indirectamente, darles efecto. Hoy en día, los fallos recientes de la Corte Suprema y la Corte Suprema Judicial de Massachusetts desautorizan cualquier sugerencia de que una declaración que implica que un individuo es homosexual es difamatoria».  De manera similar, Arline Isaacson, copresidente del Massachusetts Gay and Lesbian Political Caucus, señaló que llamar a alguien homosexual o gay «no es un insulto y no debería serlo. Es simplemente una descripción y no difiere de describir a alguien por su origen étnico o religión».